# 趙惠連
趙 惠連（チョ・ヘヨン、조혜연、ちょう けいれん、1985年6月7日 - ）は、韓国の女流囲碁棋士。京畿道水原市出身、韓国棋院所属、金原七段門下、九段。プロ女流国手戦2連覇、興倉杯世界女流囲碁選手権戦準優勝など。韓国女流棋士では芮廼偉九段と並ぶ二強と言われた。正確な形勢判断とヨセにより「女李昌鎬」とも呼ばれる。高麗大学校英文学科卒業。

## 経歴
1996年、ヨコハマ相鉄杯世界女流アマチュア囲碁選手権戦に韓国代表として出場して、3位となる。1997年、11歳10ヶ月で、曺薫鉉、李昌鎬に次ぐ史上3位の年少入段。で入段。同年、女流国手戦トーナメントでベスト4進出。2000年二段で、興倉杯世界女子囲碁選手権權戦で楊暉、吉田美香、豊雲、華学明を破り、決勝では芮廼偉に1-2で敗れて準優勝。同年、2002年、女流国手戦で決勝進出するが、芮廼偉に1-2、0-2で敗れる。2003年には決勝で芮廼偉を2-0で破って、初タイトル獲得。05年にも優勝、06、07年決勝敗退と、6期連続で決勝進出となった。女流名人戦では、2004年に芮廼偉に挑戦し、2-0でタイトル獲得し、女流国手と合わせて2冠となる。2004年五段。2005年六段。2006年七段、電子ランド杯王中王戦ベスト8進出、高麗大学入学。2008年八段。2009年国手戦ベスト16。2010年アジア競技大会女子団体戦優勝により九段昇段。2012年マキシムコーヒー杯入神連勝最強戦ベスト16。2014年マキシムコーヒー杯で許映皓、朴永訓を破りベスト8。
2017年GGオークション杯で、徐奉洙、李昌鎬に2連勝して女流チーム優勝をもたらした。2018、19年大舟杯準優勝、2020年大舟杯で優勝。
韓国囲碁リーグでは、2007年慶北世界建設などで出場。韓国女子囲碁リーグでは浦項チームで出場。2007年三星火災杯世界オープン戦、2009年BCカード杯世界囲碁選手権本戦出場。韓国囲碁棋士ランキングでは2007年40位。2008年には韓国観光公社広報大使に任命。

### タイトル歴
- プロ女流国手戦 2003、05年
- 女流名人戦 2004年
- 電子ランド杯王中王戦朱雀部 2005年
- 圓益杯女流十段戦 2012年
- 大舟杯プロシニア最強者戦 2020年

### その他の棋歴
国際棋戦
- BCカード杯世界囲碁選手権 ベスト32進出 2009年
- 興倉杯世界女流囲碁選手権戦 準優勝 2000年
- 泰利特杯中韓女子囲棋対抗戦 2001年 1-1（○楊暉、×張璇）
- 黄龍士佳源杯世界女子囲棋団体選手権戦
  - 2011年 1-2（○蘇聖芳、×向井千瑛、×唐奕）
- 華頂茶業杯世界女流囲碁団体戦
  - 2012年 3-0（○黨希昀、○芮廼偉、○吉田美香）

2010年アジア競技大会における囲碁競技 2010年女子団体戦優勝（予選5-1、決勝×唐奕）
国内棋戦
- SKガス杯新鋭プロ十傑戦7位 2004年
- プロ女流国手戦 準優勝 2000、02、06、07、10年
- 女流名人戦 挑戦者 2003、06、08、09、10、11年
- 電子ランド杯王中王戦朱雀部 準優勝 2006年
- 大舟杯プロシニア最強者戦 2018、19年 準優勝
- 韓国製紙女子棋聖戦 2020年3位
- ORO 3040囲碁チャンピオンシップ 2020年4位
- 湖畔女子最高棋士決定戦 2021年 リーグ7位(2-5)
- 韓国囲碁リーグ
  - 2007年（慶北世界建設）4-2
  - 2008年（嶺南日報）1-4
  - 2012年（SKエネルギー）1-5
- 韓国女子囲碁リーグ
  - 2015年（浦項ポスコケムテク）8-3、プレーオフ1-2
  - 2016年（浦項ポスコケムテク）8-4、プレーオフ0-2
  - 2017年（浦項ポスコケムテク）11-1、プレーオフ1-1
  - 2018年（浦項ポスコケムテク）10-5、プレーオフ1-1
  - 2019年（浦項ポスコケムテク）10-4、プレーオフ3-0
  - 2020年（三陟海上ケーブルカー）7-5
  - 2021年（三陟海上ケーブルカー）10-2、プレーオフ1-0
- GGオークション杯女流対シニア連勝対抗戦
  - 2007年 0-1（×曺薫鉉）
  - 2008年 1-1（○金鍾秀、×徐能旭）
  - 2009年 1-1（○朴映燦、×崔珪昞）
  - 2010年 0-1（×曺薫鉉）
  - 2011年 0-1（×曺薫鉉）
  - 2012年 1-1（○劉昌赫、×曺薫鉉）
  - 2013年 5-1（○鄭大相、○金東燁、○徐能旭、○崔珪昞、○金鐘秀、×徐奉洙）
  - 2017年 2-0（◯徐奉洙、◯李昌鎬）
  - 2018年 1-1（○李聖宰、×徐奉洙）
  - 2021年 2-1（○徐武祥、○金東勉、×韓鐘振）
- 大方建設杯シニアvs女子囲碁リーグチャンピオンカップ 2018年 2-0（○姜勲、○趙治勲）